# Theodore TR1

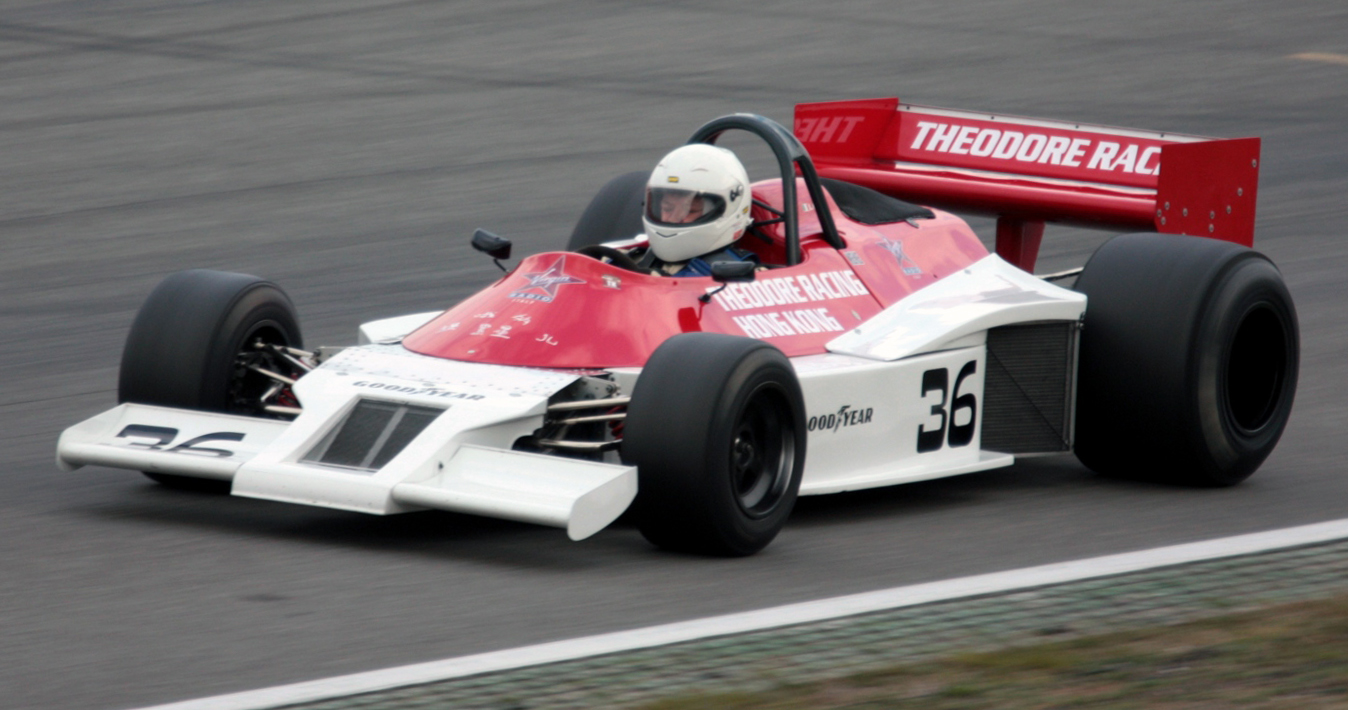
Theodore TR1

Der Theodore TR1 war ein Rennwagen des britischen Rennstalls Theodore Racing, der 1978 in der Formel 1 eingesetzt wurde. Der Wagen war technisch veraltet und wird in der Literatur zumeist als Flop beschrieben.

## Hintergrund
Der in Indonesien geborene Geschäftsmann Theodore „Teddy“ Yip war seit den frühen 1970er-Jahren als Sponsor im britischen Motorsport engagiert. Von 1974 bis 1976 unterstützte er die Formel-5000-Einsätze von Alan Jones, Brian Redman und Vern Schuppan. 1977 erschien Yip erstmals in der Formel 1, wobei das Theodore Racing Team zunächst noch organisatorisch von dem britischen Rennstall Ensign betreut wurde. 1978 meldete Theodore mit dem TR1 den ersten eigenen Rennwagen.
Das Auto war bereits 1977 von Ralt entwickelt worden, einem britischen Konstruktionsbüro, das von dem ehemaligen Brabham-Designer Ron Tauranac und von Len Bailey geleitet wurde. Beide hatten den TR1 im Hinblick auf einen möglichen Werkseinsatz in der Formel 1 entwickelt. Als sich diese Planungen aus finanziellen Gründen nicht umsetzen ließen, verkauften sie die Konstruktion an Teddy Yips Rennstall, der nach einem Jahr als Kundenteam nun zu einem eigenen Konstrukteur wurde. Der TR1 erwies sich allerdings als untauglich, sodass sein Einsatz vor Ablauf der Saison beendet wurde. Theodore Racing bestritt die restlichen Rennen der Saison 1978 mit einem Wolf WR3 und einem WR4. Nach dem Ende der Saison wandte sich Theodore zunächst von der Formel-1-Weltmeisterschaft ab, bevor es 1981 mit dem Theodore TR2 und dem TY01 zurückkehrte.

## Konstruktion
Der Theodore TR1 war ein „massives, gänzlich konventionelles Auto“, das bereits bei seiner Präsentation einen veralteten Eindruck machte. Beobachter fanden in ihm Details des 1971 erschienenen Brabham BT34 wieder. Ein für die späten 1970er-Jahre ungewöhnliches Gestaltungselement war der zentral in der Fahrzeugnase untergebrachter Wasserkühler, der einen breiten Vorderbau bedingte und die Aerodynamik beeinträchtigte. Als Antrieb diente ein 3,0 Liter großer Achtzylinder-Saugmotor von Cosworth. Das Gewicht des Wagens wird mit 610 kg angegeben; der TR1 war damit das schwerste Formel-1-Auto der Saison 1978.
Theodore stellte zwei Exemplare des TR1 her.

## Renneinsätze
Für die ersten beiden Rennen der Saison 1978 meldete Theodore den US-amerikanischen Rennfahrer Eddie Cheever. Weder in Argentinien noch in Brasilien gelang Cheever die Qualifikation. In Buenos Aires war er eine Sekunde langsamer als der letzte Qualifikant, in Rio de Janeiro nur eine Zehntelsekunde. Nach diesem Rennen wechselte Cheever zum Team Hesketh Racing.

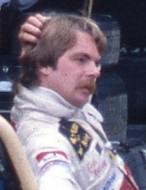
Siegte für Theodore in einem Non-Championship-Rennen: Keke Rosberg

Seinen Platz bei Theodore nahm der finnische Debütant Keke Rosberg ein, der bereits bei seinem ersten Einsatz für das Team beim Großen Preis von Südafrika das neu aufgebaute zweite Exemplar des TR1 erhielt. Auf dem Kyalami Circuit qualifizierte Rosberg den TR1 für den 24. Startplatz und ging damit vor Eddie Cheever im Hesketh 308 ins Rennen. Im Rennen selbst kam Rosberg nur 15 Runden weit, dann brach eine technische Komponente. In den offiziellen Statistiken ist ein Ausfall wegen defekter Kupplung verzeichnet, andere Quellen berichten, die Bremsen seien kollabiert. Infolge dieses Defekts prallte Rosberg mit dem Theodore in eine Begrenzungsmauer. Der Wagen wurde stark beschädigt. Rosberg blieb unverletzt, atmete aber austretende Benzindämpfe ein und erlitt eine Atemwegsreizung.
Das nächste Formel-1-Rennen war die zwei Wochen später abgehaltene die BRDC International Trophy in Silverstone, die nicht zur Weltmeisterschaft zählte. Zu ihr traten die britischen Werksteams Brabham, Ensign, Lotus, McLaren, Shadow und Tyrrell an; Ferrari und Renault hingegen blieben dem Rennen fern. Theodore meldete für diese Veranstaltung erneut Keke Rosberg im TR1. In einem Starterfeld, das 17 Fahrzeuge umfasste, qualifizierte sich Rosberg qualifizierte für Platz 12. Im Rennen profitierte Rosberg von widrigen Wetterbedingungen: Im strömenden Regen fielen 13 Fahrzeuge aus, darunter die Werkswagen von Brabham, Lotus und McLaren. Nur vier Fahrzeuge kamen ins Ziel, zwei von ihnen wurden von Privatteams eingesetzt. Rosberg hatte das Rennen lange angeführt und kam als Sieger über die Ziellinie. Es war der erste und einzige Sieg eines Theodore in der Formel 1.
Diese Resultate ließen sich indes nicht wiederholen. Bei den Großen Preisen der USA (West), von Monaco und Spanien scheiterte Rosberg regelmäßig bereits an der Vorqualifikation, in Belgien verpasste er die Hauptqualifikation. Nach dem Großen Preis von Spanien gab Teddy Yip den TR1 auf. Die Großen Preise von Schweden, Frankreich und Großbritannien ließ das Team aus, um zum Großen Preis von Deutschland mit gebrauchten Autos von Wolf anzutreten.

## Resultate
| Fahrer               | Nr.                  | 1   | 2   | 3   | 4    | 5   | 6   | 7    | 8 | 9 | 10 | 11 | 12 | 13 | 14 | 15 | 16 | Punkte | Rang |
| -------------------- | -------------------- | --- | --- | --- | ---- | --- | --- | ---- | - | - | -- | -- | -- | -- | -- | -- | -- | ------ | ---- |
| Formel-1-Saison 1978 | Formel-1-Saison 1978 |     |     |     |      |     |     |      |   |   |    |    |    |    |    |    |    | 0      | -    |
| E. Cheever           | 36                   | DNQ | DNQ |     |      |     |     |      |   |   |    |    |    |    |    |    |    | 0      | -    |
| K. Rosberg           | 36                   |     |     | DNF | DNPQ | DNQ | DNQ | DNPQ |   |   |    |    |    |    |    |    |    | 0      | -    |

| Legende  | Legende            | Legende                                                          |
| Farbe    | Abkürzung          | Bedeutung                                                        |
| -------- | ------------------ | ---------------------------------------------------------------- |
| Gold     | –                  | Sieg                                                             |
| Silber   | –                  | 2. Platz                                                         |
| Bronze   | –                  | 3. Platz                                                         |
| Grün     | –                  | Platzierung in den Punkten                                       |
| Blau     | –                  | Klassifiziert außerhalb der Punkteränge                          |
| Violett  | DNF                | Rennen nicht beendet (did not finish)                            |
| Violett  | NC                 | nicht klassifiziert (not classified)                             |
| Rot      | DNQ                | nicht qualifiziert (did not qualify)                             |
| Rot      | DNPQ               | in Vorqualifikation gescheitert (did not pre-qualify)            |
| Schwarz  | DSQ                | disqualifiziert (disqualified)                                   |
| Weiß     | DNS                | nicht am Start (did not start)                                   |
| Weiß     | WD                 | zurückgezogen (withdrawn)                                        |
| Hellblau | PO                 | nur am Training teilgenommen (practiced only)                    |
| Hellblau | TD                 | Freitags-Testfahrer (test driver)                                |
| ohne     | DNP                | nicht am Training teilgenommen (did not practice)                |
| ohne     | INJ                | verletzt oder krank (injured)                                    |
| ohne     | EX                 | ausgeschlossen (excluded)                                        |
| ohne     | DNA                | nicht erschienen (did not arrive)                                |
| ohne     | C                  | Rennen abgesagt (cancelled)                                      |
| ohne     | keine WM-Teilnahme |                                                                  |
| sonstige | P/fett             | Pole-Position                                                    |
| sonstige | 1/2/3/4/5/6/7/8    | Punktplatzierung im Sprint-/Qualifikationsrennen                 |
| sonstige | SR/kursiv          | Schnellste Rennrunde                                             |
| sonstige | *                  | nicht im Ziel, aufgrund der zurückgelegten Distanz aber gewertet |
| sonstige | ()                 | Streichresultate                                                 |
| sonstige | unterstrichen      | Führender in der Gesamtwertung                                   |